# Магомадас
Магомадас, Маґомадас (італ. Magomadas, сард. Magumadas) — муніципалітет в Італії, у регіоні Сардинія,  провінція Ористано.
Магомадас розташований на відстані близько 380 км на південний захід від Рима, 130 км на північний захід від Кальярі, 45 км на північ від Ористано.
Населення — 679 осіб (2014).

## Демографія
Населення за роками:

Станом на 1 січня 2023 року в муніципалітеті офіційно проживало 26 іноземців з 8 країн, серед них 16 громадян країн Євросоюзу.

## Сусідні муніципалітети
- Боза
- Флуссіо
- Модоло
- Трезнурагес